# Lost City
Lost City és una concentració de població designada pel cens dels Estats Units a l'estat d'Oklahoma. Segons el cens del 2000 tenia 809 habitants.

## Demografia
Segons el cens del 2000, Lost City tenia 809 habitants, 279 habitatges, i 234 famílies. La densitat de població era de 13,4 habitants per km².
Dels 279 habitatges en un 41,2% hi vivien nens de menys de 18 anys, en un 67,4% hi vivien parelles casades, en un 11,5% dones solteres, i en un 16,1% no eren unitats familiars. En el 13,6% dels habitatges hi vivien persones soles el 5,4% de les quals corresponia a persones de 65 anys o més que vivien soles. El nombre mitjà de persones vivint en cada habitatge era de 2,9 i el nombre mitjà de persones que vivien en cada família era de 3,17.
Per edats la població es repartia de la següent manera: un 30,4% tenia menys de 18 anys, un 7,9% entre 18 i 24, un 27,1% entre 25 i 44, un 25,6% de 45 a 60 i un 9% 65 anys o més.
L'edat mediana era de 35 anys. Per cada 100 dones de 18 o més anys hi havia 97,5 homes.
La renda mediana per habitatge era de 29.118 $ i la renda mediana per família de 31.932 $. Els homes tenien una renda mediana de 27.566 $ mentre que les dones 20.357 $. La renda per capita de la població era d'11.629 $. Entorn del 16,7% de les famílies i el 15,4% de la població estaven per davall del llindar de pobresa.

## Poblacions més properes
El següent diagrama mostra les poblacions més properes.